# Fiódor Vidyáyev
Fiódor Alekséievich Vidyáyev (1912-1943) fue submarinista soviético de la Segunda Guerra Mundial, titular de tres órdenes de la Bandera Roja y la Orden del Imperio Británico de cuarto grado. Murió en julio de 1943 durante una misión de combate en el Mar de Barents.

## Primeros años
Fiódor Alekséievich Vidyáyev nació el 7 de noviembre de 1912 en el pueblo de los Erzya de Stepnaya Shentala, ahora del distrito Koshkinsky del óblast de Samara. En 1921, la familia Vidyaev se mudó a la región de Múrmansk. En 1930, se graduó de la escuela secundaria en la ciudad de Múrmansk. Durante dos años trabajó como marinero en el cerquero SeingoSrybtrest. En 1932, en un cupón del Comité Regional de Múrmansk del Komsomol, fue enviado a la Escuela Naval Superior con el nombre de M. V Frunze. En septiembre de 1937, Fiódor aprobó con éxito el último examen estatal. Como excelente estudiante, tenía el derecho de elegir la flota, por lo que se distribuye en la Flota del Norte.

## Inicio de la carrera militar
En el submarino D-2, "Narodovolets", el teniente Vidyáyev se convirtió en el comandante del grupo director. En febrero de 1938, participó en la famosa campaña de hielo del submarino " D-3 " para rescatar a cuatro heroicos exploradores polares soviéticos de la capa de hielo a la deriva. En el otoño del mismo año, fue enviado a estudiar las Clases Especiales Superiores para el personal al mando de submarinos.
En octubre de 1940, Vidyaev fue nombrado asistente del comandante del submarino Shch-421 , el teniente comandante N. A. Lunin. En la "campaña finlandesa" llevó a cabo el servicio de patrulla en el Mar de Barents, por lo que el comandante de la Flota del Norte, el Vicealmirante V. V. Drozd, expresó su gratitud a todo el personal del barco. El comandante auxiliar, Fiódor Vidyáev, enseñó a los submarinistas y se estudió a sí mismo, sin dudar en pedirle a un marinero o capataz que lo ayude a dominar esto o ese mecanismo. Modesto, atento y exigente, Vidyáev se ganó rápidamente el respeto del personal. El primer día de la guerra, el Shch-421 inició una campaña militar.

## Comandante "Shch-421"
El 4 de marzo de 1942 N.A. Lunin fue nombrado comandante del submarino de crucero K-21. El teniente comandante F. A. Vidyaev se convirtió en el comandante de " Sch-421 ". Dos semanas después, Fyodor fue dirigido por sus amigos en la campaña de su primer comandante. Junto con Vidyaev, el comandante de la división, Héroe de la Unión Soviética, Capitán de Segundo Rango I. A. Kolyshkin, navegó hacia el mar .

### La primera pelea independiente de F. Vidyáev
Salió de Polar el 19 de marzo. El 28 de marzo, en el área del fiordo de Lakso, encontraron transporte en la guardia de dos escoltas. Los barcos salieron en zigzag antisubmarino, aferrándose a la costa rocosa. Una vez determinada la distancia, se tendió en un curso de acercamiento para interceptar el objetivo antes de entrar en el fiordo. Cuando el barco se acercó a la distancia de disparo, los barcos giraron bruscamente a la derecha. "Shch-421" se zambulló bajo el convoy y tomó una posición para atacar desde el lado opuesto. Al mismo tiempo, el convoy cambió bruscamente de rumbo, dejando el ángulo de ataque. Todavía existía la oportunidad de interceptar los barcos en la entrada del fiordo. Y el submarino se dirigió al punto de encuentro previsto. Durante casi una hora siguió la persecución de una escolta. Finalmente, se dirigió a la entrada del fiordo y "Shch-421" atacó, lanzando una salva de cuatro torpedos. El barco se hundió rápidamente. Día 4 de abril se convirtió en un día festivo para los submarinistas: el Consejo Militar de la Flota felicitó a la tripulación del Shch-421 por otorgar la Orden de la Bandera Roja .

### Sexta campaña "Shch-421"
El 8 de abril, a las 20:58, patrullando en la boca del fiordo Porsanger a una profundidad de 15 metros, el submarino entró en la barrera de minas Ursula-B dispuesta por el minador Ulm entre el 16 al 17 de marzo. E hizo detonar una. La explosión de la mina arrancó ambas hélices, arrancó la tapa superior de la escotilla de popa, movió el transmisor de radio y rompió toda la popa. El submarino perdió su capacidad de dirección y la de sumergirse. La tripulación pudo controlar la inundación. A sugerencia del comandante adjunto del capitán, el teniente A. M. Kautsky, de las lonas de cubrir de los motores diésel se confeccionó  una vela con urgencia y la izaron a los periscopios. El "Shch-421" navegó trece horas a lo largo de la costa del enemigo en dirección de Nordkina a Nordkapu. El " K-22.", al mando del Comandante Capitán 2.º Rango V. N. Kotelnikov, había salido en misión de recate. A pesar de la poca visibilidad, V. N. Kotelnikov encontró el barco. Después varios intentos de remolcar el barco fracasaron debido a la fuerte mar, la tripulación fue llevada a bordo del K-22, y el submarino fue hundió desde una distancia cercana con un torpedo.

## Nuevo destino Shch-422
En julio de 1942, el teniente comandante Vidyaev fue nombrado comandante del Shch-422. En la campaña de septiembre, "Shch-422" entró en batalla con dos escoltas y lanzó una salva de dos torpedos, uno de ellos enviado al fondo. Este ataque entró en la historia de la guerra como uno de los pocos casos de un submarino que persigue y hunde a su barco antisubmarino. Al regresar a la base, Fedor Alekseevich recibió la segunda Orden de la Bandera Roja.

## Última misión
Más tarde, en junio de 1943, F. A. Vidyaev fue galardonado con la tercera Orden de la Bandera Roja. Antes de otro viaje al mar, Fedor escribió a su familia en Leningrado. Informó que pronto vendrá de vacaciones. En el sobre ponemos una foto. En la parte de atrás escribí:
“A mi hijo Konstantin, el futuro defensor de nuestra querida patria, de su padre. Viendo 23 de junio de 1943. La flota actual.
Esta fue su última carta. El 1 de julio, Fiódor Alekséievich Vidyáev participó en su decimonovena,y última, campaña. El 25 de julio por orden del Comisario del Pueblo de la Marina "Shch-422" se transformó en la Guardia. Los submarinistas estaban felices por sus amigos, los estaban esperando para las vacaciones, pero los Vidayayev  nunca se enteraron de la alta evaluación de la Patria. No volvieron a la base.